# Argostemma bryophilum
Argostemma bryophilum är en måreväxtart som beskrevs av Karl Moritz Schumann. Argostemma bryophilum ingår i släktet Argostemma och familjen måreväxter. Inga underarter finns listade i Catalogue of Life.